# 李降仙
李 降仙（李 江先、リ・カンソン、朝鮮語: 리강선）は、朝鮮民主主義人民共和国の女性政治家。日用品工業相、朝鮮労働党中央委員会委員候補。

## 経歴
出生地や生年月日は不明。2018年に食料日用工業省から分離された日用品工業省の長である、日用品工業相に就任していたことが12月に判明した。2019年3月10日に実施された最高人民会議第14期代議員選挙で代議員に選出され、4月10日に開催された朝鮮労働党中央委員会第7期第4回総会で党中央委員会委員候補に補選された。翌4月11日に開催された最高人民会議第14期第1回会議で日用品工業相に再任された。